# Зухомель, Франц
Франц Йозеф Зухомель (нем. Franz Josef Suchomel; 3 декабря 1907, Круммау, Австро-Венгрия — 18 декабря 1979, Альтэттинг, ФРГ) — унтершарфюрер СС, принимавший участие в операции T-4 и операции Рейнхард в лагере смерти Треблинка. 3 сентября 1965 года земельным судом Дюссельдорфа на процессе по делу о преступлениях в концлагере Треблинка был приговорён к 6 годам заключения. В 1976 году дал согласие на интервью о деятельности в лагере Треблинка без фиксирования на аудио или видеоаппаратуру, но был обманут.

## Биография
Франц Зухомель родился 3 декабря 1907 года в семье портного. Посещал народную и городскую школу в Круммау, после чего обучался у своего отца портному делу. С осени 1927 до 1929 года проходил срочную военную службу в армии Чехословакии. С 1936 года руководил деятельностью ателье, ранее принадлежавшем его родителям. В 1938 году стал членом судето-немецкой партии. После аннексии Судетской области стал членом национал-социалистического механизированного корпуса. В марте 1940 года был призван в вермахт, но уже в ноябре 1940 года был демобилизован и снова работал в ателье. С марта 1941 года работал фотографом в штаб-квартире программы T-4 в Берлине. С марта по июль 1942 года работал в нацистском центре эвтаназии Хадамар. Его задачей было фотографировать жертв программы эвтаназии до их последующего уничтожения.
В августе 1942 года был переведён в лагерь смерти Треблинка, где служил до октября 1943 года. В Треблинке Зухомель отвечал за регистрацию прибывающих транспортов, конфискацию и учёт ценностей еврейских жертв. В октябре 1943 года недолго служил в лагере Собибор. В ноябре 1943 года был переведён в оперативную зону Адриатического побережья в Триест. Там Зухомель был членом ««особого отдела R», занимавшимся уничтожением евреев, конфискацией еврейского имущества и борьбой с партизанами. В связи с приближающимся окончанием войны в конце апреля 1945 года подразделения «особого отдела R» были выведены из Северной Италии. 
После окончания войны попал в американский плен, из которого был освобождён в августе 1945 года. С 1949 года жил в Альтэттинге, где работал портным и был членом местного церковного хора. В ходе расследования преступлений, совершённых в лагере уничтожения Треблинка, Зухомель попал в поле зрения следственных органов и был арестован 11 июля 1963 года. Процесс по делу о преступлениях в лагере Треблинка проходил с 12 октября 1964 по 3 сентября 1965 года в земельном суде Дюссельдорфа. Предметом судебного разбирательства было отравление в газовой камере не менее 700 000 человек, а также жестокое обращение, расстрелы, избиение до смерти и повешение отдельных заключенных. Зухомель за пособничество к убийству 300 000 человек был приговорён к шести годам заключения в тюрьме строгого режима. 30 июня 1970 года федеральный верховный суд ФРГ утвердил приговор, и он вступил в законную силу. В 1972 году был условно-досрочно освобождён.
Франц Зухомель был тайно записан во время интервью для документального фильма «Шоа», режиссёра Клода Ланцмана. Во время интервью в отеле Post в Браунау-ам-Инн он подробно рассказал о лагере смерти Треблинка. Согласно его показаниям, он присутствовал при убийстве с помощью удушающего газа от двенадцати до пятнадцати тысяч заключённых в день. Также Зухомель спел песню, которую нацисты заставляли петь заключённых.

## Комментарии
1. ↑  ныне город Чески-Крумлов в Чехии.